# Grædstrup
Grædstrup – miasto w Danii, w regionie Jutlandia Środkowa, w gminie Horsens.